# Songs from the Road
Songs from the Road är ett livealbum av Leonard Cohen, utgivet 2010. Skivan innehåller 12 spår inspelade under Cohens konserter mellan åren 2008 och 2009. Spår 7 är inspelad 12 oktober 2008 i Scandinavium i Göteborg.

## Låtlista
1. "Lover, Lover, Lover" (från New Skin for the Old Ceremony) – 7:42
2. "Bird on a Wire" (från Songs from a Room) – 6:07
3. "Chelsea Hotel #2" (från New Skin for the Old Ceremony) – 3:30
4. "Heart With No Companion" (från Various Positions) – 5:05
5. "That Don't Make It Junk" (av Cohen/Sharon Robinson, från Ten New Songs) – 4:21
6. "Waiting for the Miracle" (av Cohen/Sharon Robinson, från The Future) – 7:59
7. "Avalanche" (från Songs of Love and Hate) – 4:16
8. "Suzanne" (från Songs of Leonard Cohen) – 3:40
9. "The Partisan" (av Hy Zaret/Anna Marly, från Songs from a Room) – 5:17
10. "Famous Blue Raincoat" (från Songs of Love and Hate) – 5:22
11. "Hallelujah" (från Various Positions) – 7:30
12. "Closing Time" (från The Future) – 6:05

- Samtliga låtar skrivna av Leonard Cohen, om annat inte anges.

## Medverkande
Musiker
- Leonard Cohen – sång, gitarr, keyboard
- Roscoe Beck – basgitarr, kontrabas, bakgrundssång
- Rafael Bernardo Gayol – trummor, percussion
- Neil Larsen – keyboard
- Javier Mas – banduria, laud, archilaud, 12-strängad gitarr
- Bob Metzger – sologitarr, pedal steel guitar, bakgrundssång
- Sharon Robinson – bakgrundssång
- Dino Soldo – blåsinstrument, munspel, keyboard, bakgrundssång
- The Webb Sisters:
  - Charley Webb – bakgrundssång, gitarr
  - Hattie Webb – bakgrundssång, harpa

Produktion
- Robert Kory, Ed Sanders, Steve Berkowitz – musikproducent
- Doug Sax, Robert Hadley – mastering
- Lorca Cohen, Edward O'Dowd, Mike Curry – omslagsdesign